# Wes Brisco
Wesley "Wes" Brisco (21 de febrero de 1983) es un luchador profesional estadounidense que trabaja actualmente para TNA. Anteriormente en por su paso por la WWE en el territorio de la Florida Championship Wrestling, ganando el Florida Tag Team Championship junto a Xavier Woods.

## Vida personal
Brisco nació en Tampa, Florida. Él tiene un hermano que también nació en Tampa, Florida. Él es el hijo de Gerald Brisco y sobrino de Jack Brisco. El 20 de octubre de 2012 Brisco fue hospitalizado debido a problemas con sus riñones.
El 18 de diciembre de 2020, se anunció que Brisco estaba comprometida con su compañera luchadora profesional Red Velvet.

## Carrera

### World Wrestling Entertainment (2009-2010)
Brisco firmó un contrato con la WWE en el 2009 y fue enviado a la Florida Championship Wrestling para tener entrenamiento. Hizo su aparición el 3 de marzo de 2009, ganando una Battle Royal. Al año siguiente, formó un equipo junto a Xavier Woods, ganando el Florida Tag Team Championship en el 4 de noviembre de 2010, cuando derrotaron a los campeones anteriores, Johnny Curtis y Derrick Bateman. Después de esto, Brisco fue liberado de su contrato.

### Circuito independiente (2011-2012)
Después de ser liberado de la WWE, Brisco comenzó la lucha libre en el circuito independiente, principalmente en Florida. Brisco hizo su aparición en el circuito independiente en Florida Wrestling Underground, el 14 de octubre de 2011, cuando haciendo equipo con Dakota Darsow y derrotando a JD Maverick y Kendrick Kennedy. Los dos equipos empezaron un feudo y se llevó uno al otro en el uno contra uno y la competencia por equipos con ambas partes lograr victorias y derrotas.
El 6 de marzo de 2012, el feudo culminó en un street fight para convertirse en el número uno de los contendientes para el campeonato del equipo de FUW Tag Team Championship siendo Maverick y Kendrick los ganadores. Brisco derrotó a Bruce Santee sólo unos días después de la pérdida de equipos y llegó a perder a Santee por el Campeonato Peso Pesado de la FUW. Su pelea terminó en un dark match en Ring of Honor con Santee, una vez más viene a la cabeza. El 24 de abril, Brisco derrotó Fidel Sierra ganando el campeonato de peso pesado cubano FUW. Se celebrará el título durante varios meses, esquivando rivales como Sam Shaw, Fama Nick y Darsow. El 7 de julio Brisco perdió el campeonato de peso pesado cubano contra JD Maverick y también llegar a ser su último combate.
Brisco fue en un viaje largo de Puerto Rico promoción en la World Wrestling Council, que comenzó el 14 de julio, cuando derrotó a Mr. X. También derrotó a Donny Fuggedaboudit y Fuggedaboudit con Johnny Maverick JD coronar a ellos como los primeros Campeones de la CWF, Tag Team en CWF SuperClash el 4 de agosto de 2012 en Orlando, Florida. También ganó otro torneo con Cassidy Riley, derrotando a los Headbangers, para ser los primeros NWA Ring Warriors Global Tag Team Champions. El 26 de octubre de 2012, en un Consejo de lucha del mundo compitió contra el campeón de peso pesado WWC universal Rey Fénix y Andy Leavine en un esfuerzo por perder en un combate sin título en juego. Él luchó a Loser Leaves WWC partido vs Andy Leavine en un no-contest después Rey Fenix interfirió y atacó a los dos al mismo tiempo con dos barras de acero.

### Total Nonstop Action Wrestling (2012-presente)
El 13 de septiembre de 2012, apareció en Impact Wrestling en un segmento de backstage hablando con Kurt Angle. Tres días más después, apareció en Bound for Glory durante la entrada Angle. En la edición del 15 de noviembre de Impact Wrestling, Brisco se defendió de los Aces & Eights con un tubo de metal, ahorrando ángulo y Garett Bischoff en el proceso. Después de mucha consideración por parte de Bruce Prichard, Taz, y D'Lo Brown, se anunció que Brisco iba a conseguir una oportunidad en Gut Compruebe la semana siguiente . En la edición del 22 de noviembre de Wrestling Impact, Brisco luchó en Gut Check derrotando a Garett Bischoff y convirtiéndose en el primer concursante en ganar su tryout match. En Final Resolution, Brisco equipo con Kurt Angle, Samoa Joe, y Garett Bischoff en un equipo de ocho hombres derrotando a Ases y Ochos. En la edición del 13 de diciembre de Impact Wrestling, Brisco hizo equipo con Garett Bischoff derrotando a Robbie E y Robbie T.
El 13 de enero de 2013 en Impact Wrestling atacó a Kurt Angle junto a Garett Bischoff siendo revelados ambos como integrantes de Aces & Eights, cambiando a Heel. En Lockdown derrotó a Kurt Angle en un Steel Cage Match con ayuda de D'Lo Brown.

## En lucha
- Movimientos finales
  - Diving Crossbody

## Campeonatos y logros
- Continental Wrestling Federation
  - CWF Tag Team Championship (1 vez, actual) - con JD Maverick

- Florida Championship Wrestling
  - Florida Tag Team Championship (1 vez) - con Xavier Woods

- Florida Undergroung Championship
  - FUW Cuban Championship (1 vez)

- National Wrestling Alliance
  - NWA Ring Warriors Global Tag Team Championship (1 vez) – con Cassidy Riley

- Pro Wrestling Illustrated
  - PWI ranked him #328 of the 500 best singles wrestlers of the year in the PWI 500 in 2011

- Total Nonstop Action Wrestling
  - TNA Gut Check